# Уайтхед, Дон
Дон Уайтхед (англ. Don Whitehead; 8 апреля 1908 года — 12 января 1981 года) — американский автор и журналист, удостоенный двух Пулитцеровских премий за международный и национальный репортажи в 1951 и 1953 годах соответственно.

## Биография
Дон Уайтхед родился в 1908 году в городе Инман, штат Виргиния. Через пять лет семья переехала в Кентукки, где его отец открыл магазин мебели. После выпуска из средней школы Харлана в 1926 году Уайтхед поступил в Кентуккийский университет, где вёл спортивную колонку студенческой газеты. В 1929 году он получил должность управляющего редактора в локальной газете Harlan American, а позднее — редактора отдела местных новостей в Harlan Daily Enterprise. Корреспондент писал в основном о социальных конфликтах, например, в 1930-х годах освещал волнения рабочих в округе Харлан. В 1935 году Уайтхед присоединился к штату Associated Press в качестве ночного редактора, а с 1937 года работал корреспондентом информационного агентства в Ноксвилле. В начале 1941-го его направили в Нью-Йорк, но уже через год Уайтхед присоединился в качестве репортёра к 8-й британской армии в Египте во время кампании против корпуса генерала Эрвина Роммеля. В разное время он вёл репортажи из Алжира, освобождённой Сицилии, Италии. За своё регулярное участие в десантных операциях союзников Уайтхед получил прозвище «Дон-плацдарм». Так, в 1944 году его направили в Лондон, чтобы осветить приготовления к высадке во Франции. Вместе с 1-й пехотной дивизией 6 июня 1944 года он участвовал в операции «Омаха» и в дальнейшем продвигался с союзными силами в глубь страны, освещая прорыв в Сент-Ло и освобождение Парижа. Также он запечатлел прорыв 1-й армии в Бельгию и Германию, «Рейнскую операцию» и встречу союзных сил на Эльбе, освобождение концентрационного лагеря Бухенвальд. Незадолго до окончания войны  Уайтхед стал одним из 16 корреспондентов, которых президент Гарри Трумэн наградил медалью Свободы.
В 1945 году Уайтхед вернулся в США и вскоре переехал в Гонолулу, чтобы возглавить региональный филиал Associated Press. В 1946-м он сообщал об испытаниях атомной бомбы на атолле Бикини. Но уже через два года корреспондента перевели в Вашингтон, одновременно он получил степень почётного доктора юридических наук в Университете Кентукки. После начала Корейской войны Уайтхед около полугода освещал события линии фронта. В 1951 году его работу отметили Пулитцеровской премией за международный репортаж. В последующие годы как специальный корреспондент Associated Press Уайтхед сосредоточился на национальных темах. Например, он освещал избирательную кампанию Дуайта Эйзенхауэра. И в декабре 1952 года его выбрали для сопровождения президента во время поездки в Корею. За репортажи о международной встрече репортёр получил вторую Пулитцеровскую премию, а также премию Джорджа Полка и награду журналистского сообщества Сигма, Дельта, Хи.
В 1956 году Уайтхед выпустил «Историю ФБР за 1908—1955 годы». И вскоре после непродолжительной работы руководителем вашингтонского бюро New York Herald Tribune он вышел на пенсию. Но журналист продолжил писательскую карьеру, издав ещё пять книг: «Путешествие в преступность», «История ФБР для молодых читателей», «Пограничная служба: история Таможенной службы США», «История Dow Chemical» и «Атака на террор». В 1959-м Уайтхед присоединился к теннессийской газете Knoxville News-Sentinel в качестве колумниста. Он прекратил писать для разных изданий только незадолго перед смертью в 1981 году.